# خیابان مصطفی خمینی
| پیوند= |
| خیابان پانزده خرداد |
| - شهر: تهران - نام پیشین: خیابان سیروس - جایگاه جغرافیایی در شهر: مرکز - کشیدگی جغرافیایی: شمالی-جنوبی - پایان شمالی: میدان بهارستان - پایان جنوبی: چهاراه مولوی |

خیابان سیروس (نام پیشین: خیابان سیروس) پهنه‌ای که به نام «خیابان سیروس» شناخته می شود ، یکی از قدیمی‌ترین خیابان‌های شهر تهران است که در منطقه ۱۲ شهرداری تهران واقع شده است.در ضلع شمالی میدان بهارستان قرار دارد که مترو وجود دارد و در ضلع جنوبی این چهاراه مولوی قرار دارد که در چهاراه مترو و BRT و اتوبوس وجود دارد.
این خیابان نزدیک به بازار تهران است. این بخش از تهران کهن، پاره‌ای از محله‌ی بزرگ‌تر چال میدان دانسته می‌شد، اما هر بخش آن نامی متفاوت داشت. بدین‌گونه که از سرچشمه تا بهارستان بخشی از این محله بود و نظامیه می‌نامیدند و خیابانی هم که از شمال میدان بهارستان تا خیابان شاهرضا (خیابان انقلاب کنونی) کشیده شده بود، باز پاره‌ای از محله‌ی سیروس به شمار می‌آمد. اما اکنون تنها از میدان بهارستان تا چهارراه مولوی را به نام خیابان و محله‌ی سیروس بخش‌بندی می‌کنند.

## تاریخچه
گستره‌ی سیروس، خیابانی سه‌راهی بود. از آن‌رو که برخوردگاه این خیابان با بازار تهران بسته بود و راهی به آن‌سو نداشت. تا آنکه رضاشاه از بلدیه‌ی پایتخت خواست که خیابان سیروس را به چهارراه مولوی وصل کنند. تا آن زمان این خیابان نامی نداشت و همان‌گونه که اشاره کردیم بخشی از محله‌ی چال میدان شناخته می‌شد. بلدیه یا شهرداری، برای هموار و صاف کردن خیابان و پیوند دادن آن به خیابان مولوی، شتاب بسیاری به خرج داد و در 30 روز این کار را به سرانجام رساند. از این‌رو، مردم خوش‌ذوق آنجا خیابانشان را «سی روز» نام گذاشتند. اندک اندک این نام که چندان مناسب نبود، به سیروس تغییر داده شد و در تابلوها و نوشته‌های اداری و شهری به نام خیابان سیروس شناخته شد.

### ساختار خیابان سیروس
یک ویژگی خیابان سیروس فراوانی شمار پیشه‌ورانی بود که گرداگرد آن سرگرم داد و ستد و کارهای صنف خود بودند. این ویژگی به‌سبب نزدیکی خیابان سیروس به بازار تهران پدید آمده بود. شمار پیشه‌وران و دکان‌های آن‌ها در این خیابان شلوغ بسیار زیاد بود. در خاور خیابان سیروس اسب فروش‌ها سرگرم کار بودند، در باختر خیابان مال فروش‌ها بساط داشتند، کاه‌فروش‌ها جنوب خاوری خیابان را جای دل‌خواه خود برای فروش علوفه می‌دانستند و شیشه‌گرها بلور و جام‌های شیشه‌ای خود را در همین خیابان به مشتری‌ها عرضه می‌کردند. افزون‌بر اینکه جنوب خیابان سیروس به میدان امین‌السلطان می‌رسید که آنجا نیز غوغایی از فروشندگان و داد و ستد پیشگان بود. نعل‌بندها و حلبی‌سازها نیز در بخش باختری خیابان سیروس مرکزی برای خود برپا کرده بودند. از این نام‌ها می‌توان دریافت که محله‌ی سیروس چگونه پیوستگی‌ای با بازار داشته و بخشی از آن به‌شمار می‌رفته است.یک ویژگی ساختاری خیابان سیروس فراوانی کوچه‌های آن بود. همه‌ی کوچه‌ها هم پُر پیچ‌وخم و باریک بودند و با کوی و برزن‌های امروزی و نوساز تفاوت بسیار داشتند. خانه‌های خشتی و کاه‌گِلی کوچه‌های خیابان سیروس هنوز هم دیده می‌شوند و نشان از بافت فرسوده‌ی این بخش از تهران قدیم دارند. کوچه‌هایی مانند: کوچه‌ی انبار خشتی، کوچه صابون‌پزها و کوچه مهدی قصاب. از این نام‌ها به‌آسانی می‌توان پیوند خیابان سیروس را با پیشه‌وران دریافت. کوچه‌های دیگر کوچه حمام خشتی، کوچه تکیه‌ی رضاقلی خان، کوچه بالاگر و کوچه مسجدحوض نامیده می‌شدند.
یک گروه دیگر از پیشه‌وران خیابان سیروس، مطرب‌ها و نوازندگان بودند. آن‌ها را بنگاه‌های شادمانی می‌نامیدند. هنرمندان سیاه بازی و روحوضی نیز درشمار مطرب‌های خیابان سیروس دانسته می‌شدند. آن خیابان از این دید جایی شناخته‌شده در تهرانِ یک سده پیش بود.
به هرروی، از یک‌سو نزدیکی خیابان سیروس به بازار تهران و از سوی دیگر پیوند آن با بازارچه نایب‌السلطنه، بافتار این بخش را به گونه‌ای شکل داده بود که بیش از آنکه خانه‌های مسکونی‌اش اهمیت داشته باشد، راسته‌ی فروشندگان و بازرگانانش ارزش داشت. بازارچه‌ی نایب‌السلطنه از آنِ کامران میرزا فرزند ناصرالدین شاه قاجار بود. او در دوره‌هایی حاکم تهران نیز شناخته می‌شد. یک‌سوی بازارچه از خیابان سیروس آغاز می‌شد و سوی دیگرش به خیابان ری می‌رسید. این بازارچه‌ی 2 کیلومتری، یکی از کهن‌ترین مراکز دادوستدی تهران بود. سراسر آن نیز با سقفی چوبی پوشیده شده بود و ورق‌هایی آهنی نیز روی چوب‌ها کشیده بودند. همه‌ی آن‌هایی که در محله‌ی سیروس و پیرامون آن زندگی می‌کردند، هر کالایی را که می‌خواستند و نیاز داشتند از همین بازارچه‌ی بزرگ به دست می‌آوردند.
از بخش‌های دیگر خیابان سیروس، گذر سَرپولک بود. در زمانی که هنوز خیابان سیروس ساخته نشده بود، در این محله جوی آبی وجود داشت که پُلی روی آن بسته بودند و جز با گذشتن از این پُل نمی‌شد به سوی دیگر رفت. این پُل چوبین و کوچک را «پولک»، یعنی پُل کوچک می‌نامیدند. سرپولک تا دوره‌ی رضاشاه و برداشتن پُل، بیست تاقِ گنبدی داشت. بازار آهنگران و بازار چهارسوق نیز در نزدیکی سرپولک بود. برای رفتن به بازار آهنگران و نیز بقعه‌ی چهل تَن، باید از این پُل می‌گذشتند.
بقعه‌ی چهل تَن بنایی خشتی و چهارگوش است. در کنار این بقعه، دو سازه‌ی دینی دیگر در محله‌ی سیروس دیده می‌شود. یکی امامزاده اسماعیل است که بنایی از سده‌ی نهم مهی (:قمری) است و در خاور خیابان سیروس دیده می‌شود؛ دیگری مسجد و مدرسه‌ی سعدیه است. این مسجد که گاه مسجد حاج قنبرعلی خان نیز خوانده می‌شود، از سازه‌های سال‌های پایانی پادشاهی قاجاریه است و به خواست سعدالدوله کُرد مافی ساخته شده است. او از درباریان بود.
از گرمابه گلشن خیابان سیروس نیز باید نام بُرد. این گرمابه که تا سال 1360 خورشیدی کاربری خود را از دست نداده بود، نبش کوچه‌ی بالاگر دیده می‌شد و سازه‌ای از دوره‌ی قاجار شناخته می‌شد؛ هرچند بانی و سازنده‌ی آن پیدا نیست که چه کسی بوده است. گرمابه گلشن ثبت ملی شده است. پیش از ساخت گرمابه، آب انباری در آنجا وجود داشت که آب‌انبار میرزا موسی نامیده می‌شد. گرمابه گلشن روی خرابه‌ی آب‌انبار ساخته شده بود.
بستنی فروشی اکبرمشتی خیابان سیروس نیز برای تهرانی‌ها فراموش نشدنی است. اکبرمشتی نخستین کسی بود که پایتخت‌نشینان را با بستنی آشنا کرد. مغازه‌ی او کنار بازارچه‌ی نایب‌السلطنه جای داشت و مشتری بستنی‌هایش بسیار پُرشمار و از سراسر تهران بودند.